# Skleněný palác (Karlovy Vary)
Nárožní dům Skleněný palác, původního názvu Glaspalast, se nachází v Městské památkové zóně v obchodně správní části Karlových Varů na adrese ulice T. G. Masaryka 854/25. 

## Historie

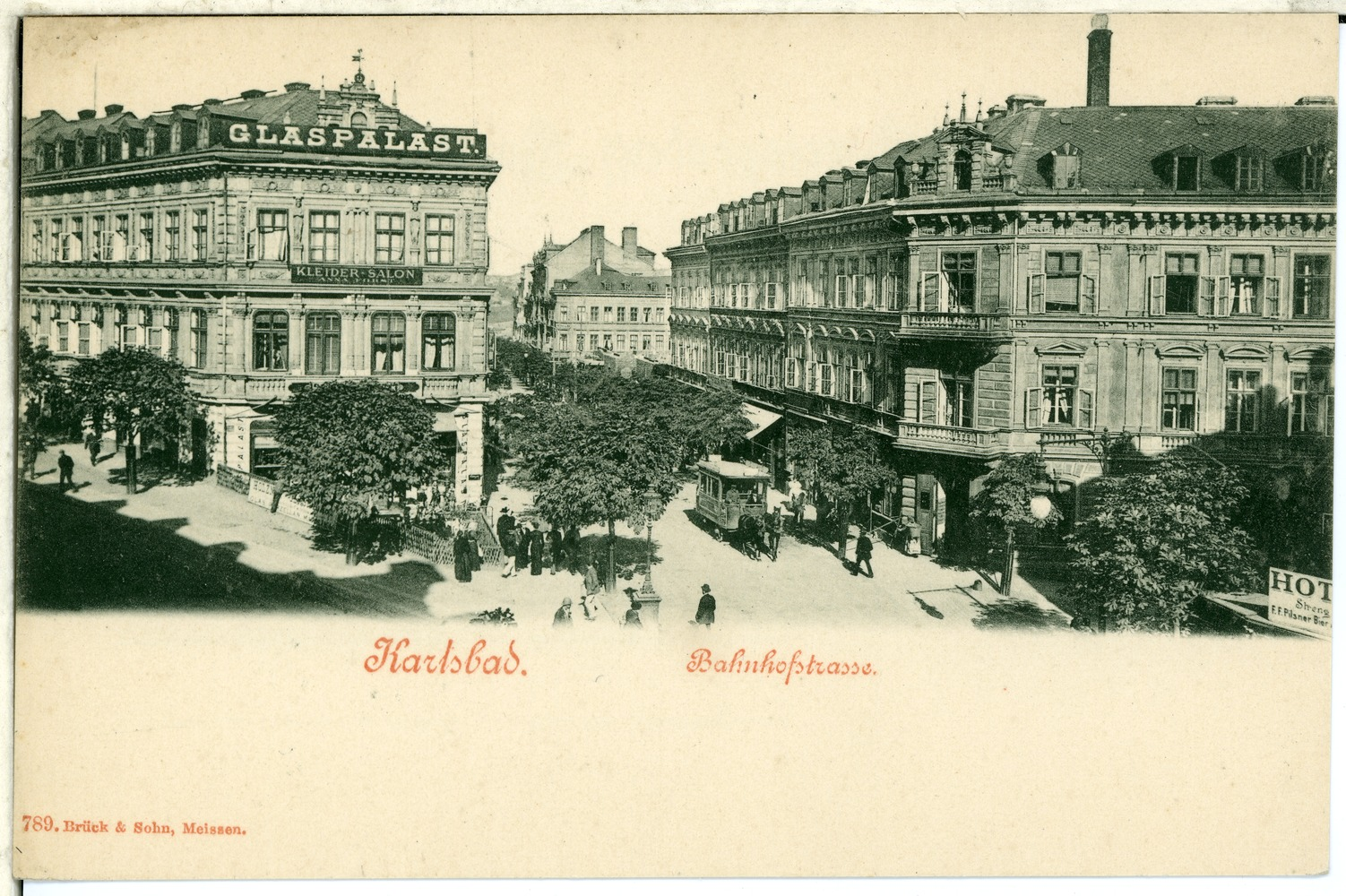
Glaspalast, Bahnhofstrasse, v roce 1898

Objekt zvaný Glaspalast byl postaven v roce 1875,? v letech 1875–1876,? roku 1877? na nároží ulic Neue Bahnhof Strasse (třída T. G. Masaryka) a Franz Joseph Strasse (ulice Dr. Davida Bechera) jako specializovaný obchodní palác s reprezentativními prodejními prostory a ryteckou dílnou. Plány vypracoval stavitel Rudolf Mader. Stavebníkem byl obchodník se sklem Hermann Holzner, který pak do budovy přemístil svoji prodejnu z nedalekého domu Edelweiss. V nabídce měl široký výběr nápojového skla, osvětlovadla se svícemi i na plyn, zrcadla, majoliku a fajáns.
Firma „Hermann Holzner“ již v té době, vedle svého konkurenta Ludwiga Mosera, patřila k nejúspěšnějším v Karlových Varech. Z nabízeného sortimentu bylo nejvýznamnější ryté sklo karlovarských předních rytců Emanuela Heffmanna, později i Johanna F. Hoffmanna, Antona Rudolfa Dewitte, R. Hillera a A. Urbana, a vznikaly, i na objednávku, špičkové, řemeslně i umělecky náročné práce. Holzner tehdy pro svůj obchod odebíral také luxusní stolní sklo z Harrachovské sklárny v Novém světě v Krkonoších.
Od roku 1888 pracoval ve firmě Holznerův syn Hugo. Během obchodních cest do různých zemí, včetně Spojených států, kam se sklo ze Skleněného paláce také vyváželo, a po získání praktických zkušeností, se v roce 1903 stal Hugo Holzner prokuristou. V roce 1909 převzal firmu po smrti otce jako jediný majitel. Firma si tehdy upevnila pozici druhého nejvýznamnějšího výrobce skla v Karlových Varech, své produkty dodávala i do vídeňského císařského dvora.
V roce 1904 byl Skleněný palác důkladně přestavěn a zmodernizován. Podle plánů Karla Hellera byl ve stylu bruselské secese postaven nový portál obchodu. Firma „Hermann Holzner“ měla tehdy čtyřicet pracovníků a vyvážela především do Itálie a Ameriky. Kromě stolních souprav nově vyráběla i sklo s malovaným, bohatě plasticky zlaceným dekorem. To postupně nahradilo tehdy již méně oblíbené ryté sklo. Nápojové sklo objednával Holzner v Moserově sklárně ve Dvorech a ve dvacátých letech 20. století již sklárna Moser vyráběla pro Skleněný palác soupravy podle dodaných návrhů.
V roce 1913 byl palác opět rekonstruován. Byl navýšen o jedno patro a obytné podkroví podle projektu Julia Kubíčka. Návrh moderní fasády vypracoval architekt Emil Löwenstein z Mnichova.
V roce 1930 při příležitosti 75. výročí založení firmy byl podle projektu lipského architekta Curta Reinharta zcela přebudován interiér a zázemí prodejny. Během druhé poloviny 20. století byl objekt několikrát přestavován a modernizován, až ztratil zcela svůj historický ráz.

## Ze současnosti

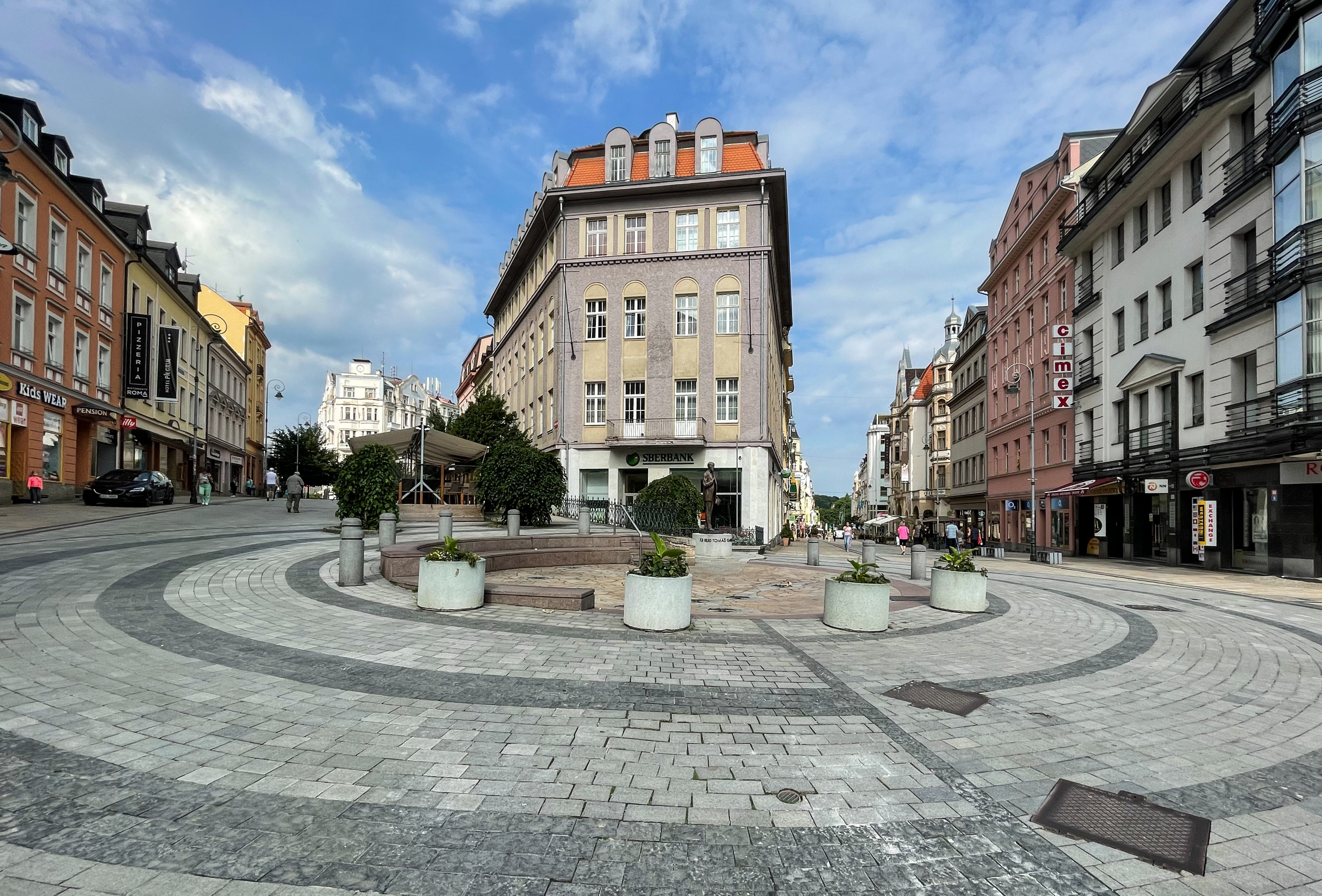
Skleněný palác na rozhraní třídy T. G. Masaryka (vpravo) a ulice Dr. Davida Bechera (vlevo), rok 2021

V roce 2014 byl Skleněný palác uveden v Programu regenerace Městské památkové zóny Karlovy Vary 2014–2024 v části II. (tabulková část 1–5 Přehledy) v Seznamu památkově hodnotných objektů na území MPZ Karlovy Vary a jejich aktuální stav s vyjádřením vyhovující.
V současnosti (únor 2025) je budova evidována jako „stavba na pozemku“, čp. 854, s 12 vlastnickými právy či jinými oprávněními.

## Popis
Skleněný palác je trojkřídlý nárožní dům stojící na rozhraní třídy T. G. Masaryka a ulice Dr. Davida Bechera. Původně byl třípatrový, později čtyřpatrový, dříve byl krytý valbovou střechou, po přestavbě má střechu mansardovou, doplněnou vikýři. Hlavní čtyřosé průčelí domu bývalo původně členěno figurální plastikou, zdvojenými i jednoduchými sloupy a reliéfními ornamentálními pilastry mezi obdélnými okny, doplněno nárožními bosážemi. Jednotlivá patra byla dělena profilovanými římsami, balustrádami nebo ornamenty na pásech. Na vrcholu průčelí býval umístěn stupňovaný štítový nástavec s ozdobnými kužely. Ostatní fasády byly zdobeny obdélnými okny a jednodušší reliéfní plastikou. V přízemí domu byly umístěny prosklené prostory reprezentativní prodejny
Během následujícího období byly prostory původní reprezentativní prodejny vystřídány mnohými obchody či institucemi. Od roku 2024 je zde umístěna prodejna knih – Knihkupectví Luxor.